# Lados
Lados är en kommun i departementet Gironde i regionen Nouvelle-Aquitaine i sydvästra Frankrike. Kommunen ligger i kantonen Auros som tillhör arrondissementet Langon. År 2022 hade Lados 178 invånare.

## Befolkningsutveckling
Antalet invånare i kommunen Lados
Referens:INSEE